# Alia Shawkat
Pour les articles homonymes, voir Alia.
Alia Shawkat, née le 18 avril 1989 à Riverside en Californie, est une actrice américaine d’origine irakienne.

## Biographie

### Jeunesse et premiers débuts
Son père Tony Shawkat, producteur de films  est originaire de Bagdad en Irak, sa mère Dina née Burke est la fille de l'acteur Paul Burke et a des origines norvégiennes, irlandaises et italiennes. Alia Shawkat a deux frères. De 2001 à 2002, Alia Shawkat a interprété le rôle de Hannah Rayburn dans la sitcom State of Grace, diffusée aux États-Unis sur les ondes de la chaîne Fox Family (toutefois renommée ABC Family en 2001). Elle a aussi joué le rôle de Maeby Fünke dans la série culte de FOX, Arrested Development.

### Carrière
Ses autres films incluent Three Kings ainsi que le téléfilm Trail Of The Old Drum. On a aussi pu la voir en tant que vedette invitée dans les séries américaines JAG, FBI : Portés disparus et Veronica Mars.
Alia Shawkat est également à l'affiche du film de Noël Voisin contre voisin aux côtés de Danny DeVito et de Matthew Broderick. Lorsqu'elle ne tourne pas à Los Angeles, elle suit des cours à l'école Palm Valley School (en), à Rancho Mirage (Californie).
En 2009, elle est à l'affiche du premier film de Cherien Dabis : Amerrika (Amreeka) où elle interprète le rôle de Salma. Elle interprète également un second rôle dans Bliss le premier film de Drew Barrymore, en tant que Pash, meilleure amie de Bliss.

### Vie privée
Dans une interview en 2017, elle fait son coming out en tant que bisexuelle.

## Prix et distinctions
Elle reçoit un prix de meilleure actrice pour son rôle de Naima dans Duck butter en 2018, un film de romance lesbienne, qu'elle a coécrit.

## Filmographie

### Cinéma

#### Longs métrages
- 1999 : Les Rois du désert (Three Kings) de David O. Russell : la fille d'Amir
- 2005 : Basket Academy (Rebound) de Steve Carr : Amy
- 2006 : Voisin contre voisin (Deck the Halls) de John Whitesell : Madison Finch
- 2008 : Bart Got a Room de Brian Hecker : Camille
- 2008 : Prom Wars : Love Is a Battlefield de Phil Price : Diana Riggs
- 2009 : Amerrika de Cherien Dabis : Salma Halaby
- 2009 : Bliss de Drew Barrymore : Pash
- 2010 : The Runaways de Floria Sigismondi : Robin
- 2011 : Bienvenue à Cedar Rapids (Cedar Rapids) de Miguel Arteta : Bree
- 2011 : The Lie de Joshua Leonard : Seven
- 2012 : Damsels in Distress de Whit Stillman : Mad Madge
- 2012 : Elle s'appelle Ruby (Ruby Sparks) de Jonathan Dayton et Valerie Faris : Mabel
- 2012 : The Brass Teapot de Ramaa Mosley : Louise
- 2012 : That's What She Said (en) de Carrie Preston : Clementine
- 2012 : The End of Love de Mark Webber : elle-même
- 2013 : Love Next Door (The Oranges) de Julian Farino : Vanessa Wallings
- 2013 : May in the Summer de Cherien Dabis : Dalia
- 2013 : The Sex List (The To-Do List) de Maggie Carrey : Fiona
- 2013 : The Moment de Jane Weinstock : Jessie
- 2014 : Night Moves de Kelly Reichardt : Surprise
- 2014 : Wild Canaries de Lawrence Michael Levine : Jean
- 2015 : Nasty Baby de Sebastian Silva : Wendy
- 2015 : Green Room de Jeremy Saulnier : Sam
- 2015 : Me Him Her de Max Landis : Laura
- 2015 : Scream Girl (The Final Girls) de Todd Strauss-Schulson : Gertie Michaels
- 2015 : Destins croisés (The Driftless Area) de Zachary Sluser : Carrie
- 2016 : The Intervention de Clea DuVall : Lola
- 2016 : 20th Century Women de Mike Mills : Trish
- 2016 : Adam Green's Aladdin d'Adam Green : Emily
- 2016 : Pee-wee's Big Holiday de John Lee : Bella
- 2016 : Paint It Black d'Amber Tamblyn : Josie
- 2017 : Izzy Gets the Fuck Across Town de Christian Papierniak : Agatha Benson
- 2018 : Blaze de Miguel Arteta : Sybil
- 2018 : Duck Butter de Miguel Arteta : Naima
- 2019 : J'ai perdu mon corps (I Lost My Body) de Jérémy Clapin : Gabrielle (voix version anglaise)
- 2019 : Animals de Sophie Hyde : Tyler
- 2019 : First Cow de Kelly Reichardt : la femme au chien
- 2021 : Being the Ricardos d'Aaron Sorkin : Madelyn Pugh
- 2021 : Love Spreads de Jamie Adams : Kelly
- 2022 : The Listener de Steve Buscemi : Sharon (voix)
- 2023 : L'Echappée (Drift) d'Anthony Chen : Callie
- 2024 : Blink Twice de Zoë Kravitz : Jess
- 2025 : Atropia de Hailey Gates :

#### Courts métrages
- 2005 : Queen of Cactus Cove d'Anna Christopher : Billie
- 2012 : The Golden Age de Benjamin Hjelm et Emily DeGroot : Janice
- 2013 : Rock'n Roll Legends Presents : Islands de Derek Waters : Alexis Sims
- 2013 : Setup, Punch de David Schlussel : Dottie Kaufman
- 2014 : Bunion de Jessica Sanders : Rachel
- 2016 : Prestige Ingredients de Danielle Rubi et Adrian Rubi-Dentzel : Alia
- 2017 : The Good Time Girls de Courtney Hoffman (court métrage) : Ruth
- 2019 : The Letter Room d'Elvira Lind : Rosita
- 2019 : The Key de Céline Tricart
- 2019 : Alina de Rami Kodeih : Alina
- 2019 : Shako Mako d'Hailey Gates : Laila
- 2021 : Eer de Kristoffer Borgli : La femme avec JFD

### Télévision

#### Séries télévisées
- 2003 - 2006 / 2013 : Arrested Development : Mae « Maeby » Fünke
- 2016 - 2020 : Search Party : Dory
- 2019 : Living with Yourself : Maia
- 2022 : The Old Man : Angela Adams
- 2024 : Skeleton Crew : Kh'ymm (voix)
- 2025 : Severance : Gwendolyn Y.
- 2025 : Poker Face : Kate Forster.

#### Téléfilm
- 2006 : Le Prix de la différence (Not Like Everyone Else) de Tom McLoughlin : Brandi Blackbear

## Autres activités
- Elle a participé en tant que choriste sur un album de Fake Problems[réf. nécessaire]